# Itanagar
Itanagar (hindi ईटानगर, trb.: Īṭānagar, trl.: Hariyāṇā; ang. Itanagar) – miasto w Indiach, stolica stanu Arunachal Pradesh. Miasto położone jest u podnóża Himalajów, na wysokości około 440 m n.p.m. Zgodnie ze pisem ludności z 2001, Itanagar zamieszkuje 34 970 osób, z czego większość należy do ludu Niśi. 